# Síkinos
Síkinos o Sícinos (en grec: Σίκινος; en italià: Sicandro) és una illa grega que pertany al grup de les Cíclades, situada entre Folegandros i Ios. Té una superfície d'uns 41 km², i una població de poc més de 100 habitants.
La capital, Kastro (Κάστρο, 'castell'), està situada al centre de l'illa, a una elevació d'uns 250 m, i a uns quatre quilòmetres del port, anomenat Aloprónia, i que solament connecta amb les illes veïnes de Folegandros, Ios i Santorí.
A l'antiguitat, els pobladors de Sícinos eren grecs jonis. Segons el mite, transmès per Estèfan de Bizanci i Plini el Vell, el nom de l'illa provenia de l'heroi Sícinos, fill de Toant i de la nimfa Ènoe, i suposadament substituí l'anterior, Ènoe ('illa del vi'), pel conreu de la vinya que hi havia. Durant les guerres Mèdiques, com moltes altres illes, es va sotmetre a Xerxes, però després de la guerra va formar part de la confederació atenesa, ingressant d'aquesta manera a la lliga de Delos. Sícinos constituïa una polis, amb centre urbà al sud-oest de l'illa, a l'indret d'Agia Marina, on es conserven restes de l'antiga ciutat dalt d'un turó, i també d'un temple dedicat a l'Apol·lo Pític, que va ser convertit en església cristiana.